# Domašov u Šternberka
Domašov u Šternberka é uma comuna checa localizada na região de Olomouc, distrito de Olomouc.